# Dichaea hookeri
Dichaea hookeri är en orkidéart som beskrevs av Leslie Andrew Garay och Herman Royden Sweet. Dichaea hookeri ingår i släktet Dichaea och familjen orkidéer. Inga underarter finns listade i Catalogue of Life.